# Lacul Fărăgău
Lacul Fărăgău este o arie protejată de interes național ce corespunde categoriei a IV-a IUCN (rezervație naturală de tip mixt), aflată în Transilvania, pe teritoriului județului Mureș

## Localizare
Aria naturală este situată în Câmpia Transilvaniei (în bazinul hidrografic al Mureșului), în extremitatea nordică a județului Mureș (aproape de granița cu județul Bistrița-Năsăud), pe teritoriul administrativ al comunei Fărăgău, în apropierea drumului național DN16 care leagă Reghinul de municipiul Cluj Napoca.

## Descriere
Rezervația naturală a fost declarată arie protejată prin Legea Nr.5 din 6 martie 2000, publicată în Monitorul Oficial al României, Nr.152 din 12 aprilie 2000, privind aprobarea Planului de amenajare a teritoriului național - Secțiunea a III-a - zone protejate și are o suprafață de 35,50 hectare.

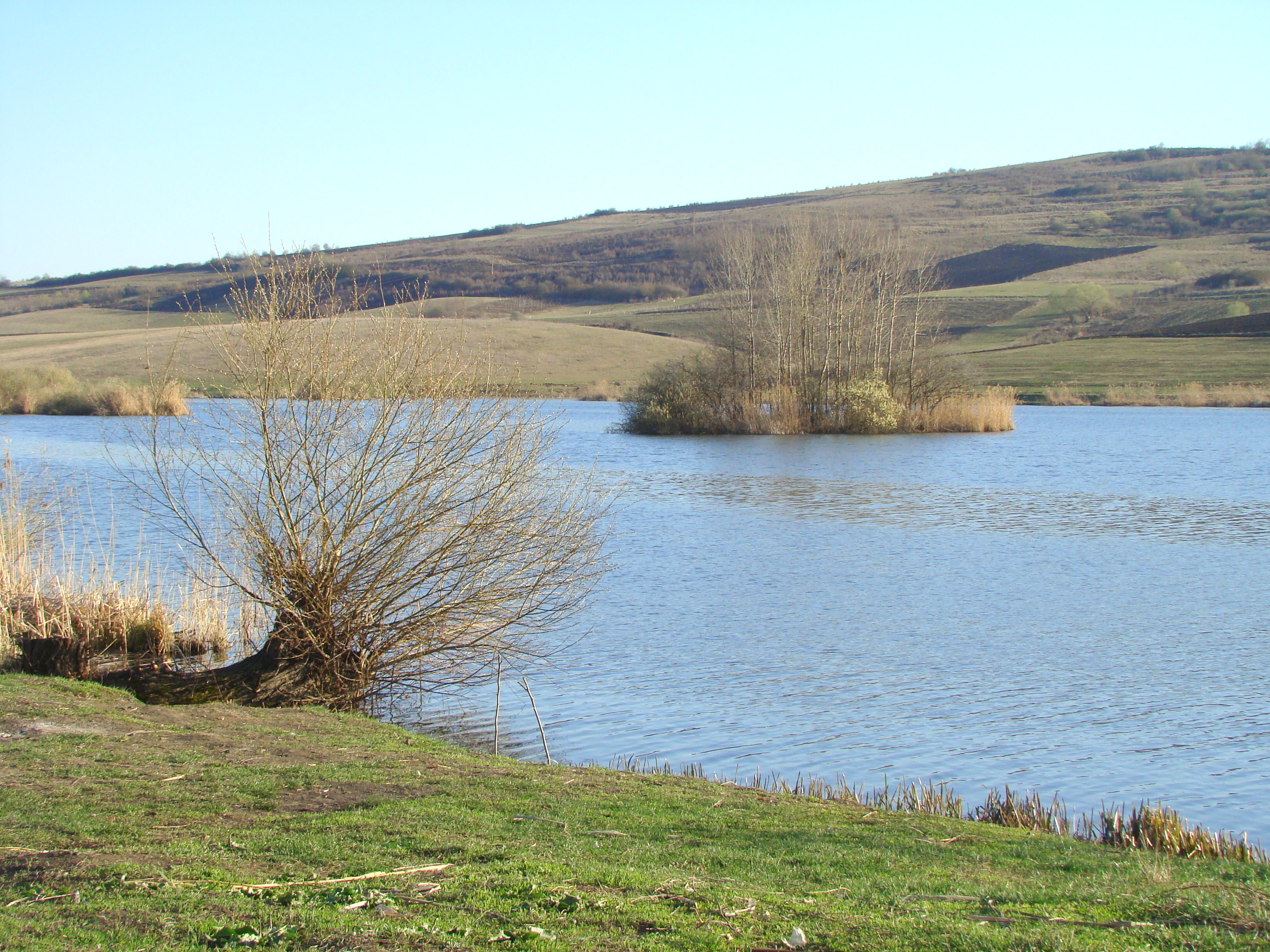
Vegetație higrofilă, adaptată la umiditatea accentuată din zona lacului

Aria protejată este inclusă în situl de importanță comunitară - Lacurile Fărăgău - Glodeni și reprezintă o zonă naturală (luciu de apă, iazul, eleșteul și terenul ce înconjoară lacul) ce adăpostește o gamă diversă de vegetație higrofilă și faună specifică turbăriilor și lacurilor de câmpie. 

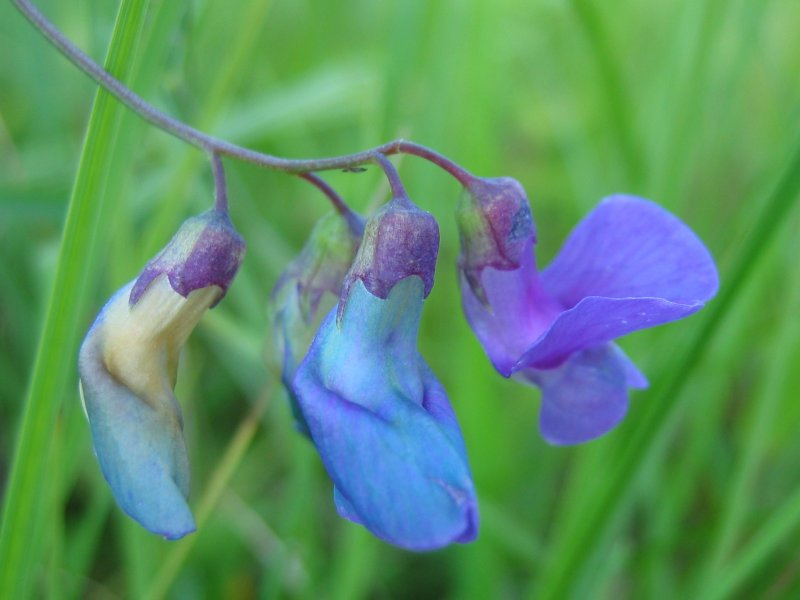
Lathyrus palustris

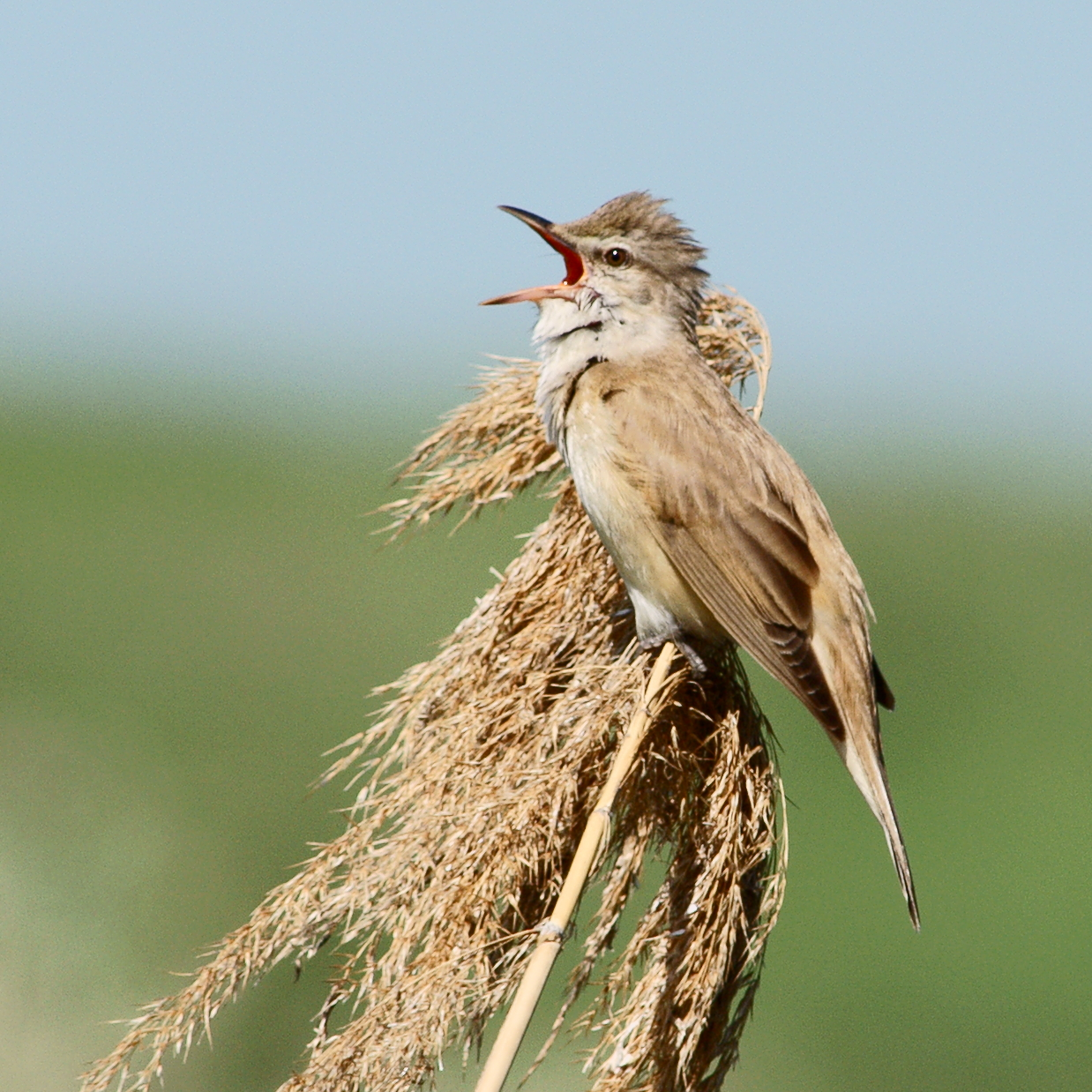
Lăcar mare (Acrocephalus arundinaceus)

La nivelul ierburilor sunt întâlnite mai multe rarități floristice; printre care: cruciuliță (Senecio paludorus), mlăștiniță (Epipactis palustris), pufuliță (cu specii de: Epilobium hursutum și Epilobium palustre), susai mare (Sonchus palustris), săgețică (Geranium pratense), joiană (Oenanthe silaifolia), Lathyrus palustris o specie rară din familia Fabaceae, orhidee (Hammarbya paludosa), șopârliță albă (Parnassia palustris), broscăriță (Triglochin palustre), frigări (Geranium palustre),  bolonică (Sium latifolium), gălbinea (Rorippa amphibia), mărăraș (Oenante aquatica), ferigă (Dryopteris thelypteris) sau rogojel (Carex paniculata). 
Fauna este reprezentată de peste 180 specii de păsări migratoare, care cuibăresc sau tranzitează zona. În arealul rezervației este semnalată prezența broaștei-de-mlaștină (Rana arvalis), un amfibian protejat, aflat pe lista roșie a IUCN.

## Căi de acces
- Drumul național DN16, pe ruta: Cluj Napoca - Zorenii de Vale - Cămărașu - Silivașu de Câmpie, Bistrița-Năsăud - Urmeniș - Fărăgău -  drumul județean DJ153B până la rezervație.

## Monumente și atracții turistice
În vecinătatea rezervației naturale se află câteva obiective de interes istoric, cultural și turistic; astfel:
- Biserica de lemn "Sf. Arhangheli Mihail și Gavriil" din Poarta construită în anul 1882.
- Biserica de lemn "Sf. Arhangheli Mihail și Gavriil" din Băla construită în anul 1883.
- Lacurile Fărăgău - Glodeni și Pădurea Glodeni - situri de importanță comunitară.